# Ługów (województwo lubuskie)
Ługów – wieś w Polsce położona w województwie lubuskim, w powiecie świebodzińskim, w gminie Świebodzin. Wieś jest filią parafii Wilkowo.
W latach 1975–1998 miejscowość administracyjnie należała do województwa zielonogórskiego.

## Historia
Pierwsza wzmianka na temat wsi pochodzi z 1257 roku i dotyczy potwierdzenia jej nadania dla klasztoru cystersów z Paradyża przez Przemysła I. W pierwszych dokumentach wieś nazywana była Lauski, Lugaw lub Luge. W XVI wieku cystersi tymczasowo stracili własność wsi, jednak 1562 roku na mocy porozumienia ze starostą świebodzińskim von Knobelsdorffem, odzyskali władzę nad wsią, rezygnując z położonej bliżej Świebodzina wsi Lubinicko. Opat cysterski Stanisław Wierzbiński oddał w 1653 roku Ługów w lenno dla Hansa Leibicha, który zobowiązał się do płacenia rocznego czynszu w wysokości 7 szylingów. W późniejszym czasie Ługów był jeszcze wielokrotnie zastawiany, gdyż w ten sposób cystersi organizowali środki potrzebne do opłacenia podatków wojennych nakładanych na klasztor przez cesarzy austriackich. Cystersi w 1654 roku uzyskali od cesarza zgodę na warzenie piwa we wsi, co odbyło się przy sprzeciwie władz Świebodzina, chroniących miejski monopol. Po sekularyzacji zakonu cystersów w 1810 roku wieś przejął poborca podatkowy ze Świebodzina, Gellrich, jednak w późniejszym czasie właściciele dóbr ługowskich zmieniali się wielokrotnie. W 1945 roku Ługów został wcielony do Polski, początkowo wieś nazywano Lugawą lub Ługowo.

## Zabytki
Do wojewódzkiego rejestru zabytków wpisane są:
- kościół filialny pod wezwaniem św. Elżbiety Węgierskiej, neogotycki z połowy XIX wieku[5]
  - cmentarz przy kościele, z XIV-XIX wieku
  - ogrodzenie, murowane, z XVII wieku, w połowie XIX wieku

inne zabytki:
- pałac eklektyczny z około 1900 roku[6].

## Demografia
Liczba ludności w poszczególnych latach: